# Volta a Baviera
La Volta a Baviera (en alemany: Bayern Rundfahrt) és una competició ciclista per etapes que es disputà a Baviera, Alemanya entre el 1980 i el 2015.
La primera edició es disputà el 1980, però sols per a ciclistes amateurs. A partir del 1989 la cursa s'obrí als professionals i el 2005 passà a formar part de l'UCI Europa Tour, amb una categoria 2.HC. Amb la desaparició de la Volta a Alemanya fou la cursa ciclista per etapes més prestigiosa d'Alemanya. El 2016 deixà de disputar-se per problemes econòmics.
Jens Voigt i Michael Rich, amb tres victòries, són els ciclistes que més vegades l'han guanyat.

## Palmarès
| Any  | Vencedor                    | Segon                     | Tercer                   |
| ---- | --------------------------- | ------------------------- | ------------------------ |
| 1989 | Kai Hundertmarck (GER)      | Koen van Rooy (BEL)       | Hans Knauer (GER)        |
| 1990 | Jörg Paffrath (GER)         | Lubos Lom (CZE)           | Eddy Seigneur (FRA)      |
| 1991 | Brian Walton (CAN)          | Lutz Lehmann (GER)        | Thomas Fleischer (GER)   |
| 1992 | Jacques Jolidon (SUI)       | Willy Willems (BEL)       | Dirk Schiffner (GER)     |
| 1993 | Alexander Kastenhuber (GER) | Jens Zemke (GER)          | Daniel Lanz (SUI)        |
| 1994 | Pavel Padrnos (CZE)         | Jimmi Madsen (DEN)        | Thomas Liese (GER)       |
| 1995 | Timo Scholz (GER)           | Volker Ordowski (GER)     | Arnaud August (FRA)      |
| 1996 | Uwe Peschel (GER)           | Michael Rich (GER)        | Andreas Walzer (GER)     |
| 1997 | Christian Henn (GER)        | Bert Dietz (GER)          | Arnaud Pretot (FRA)      |
| 1998 | Steffen Kjaergaard (NOR)    | Axel Merckx (BEL)         | Daniel Atienza (ESP)     |
| 1999 | Rolf Aldag (GER)            | Sven Gaute Hölestöl (NOR) | Torsten Schmidt (GER)    |
| 2000 | Jens Voigt (GER)            | Michael Rich (GER)        | Tobias Steinhauser (GER) |
| 2001 | Jens Voigt (GER)            | Rolf Aldag (GER)          | Artur Babaitsev (RUS)    |
| 2002 | Michael Rich (GER)          | Jens Voigt (GER)          | Yuriy Krivtsov (UKR)     |
| 2003 | Michael Rich (GER)          | Patrik Sinkewitz (GER)    | Thomas Liese (GER)       |
| 2004 | Jens Voigt (GER)            | Andreas Klöden (GER)      | Tomasz Brozyna (POL)     |
| 2005 | Michael Rich (GER)          | Aleksandr Vinokúrov (KAZ) | Linus Gerdemann (GER)    |
| 2006 | Alberto Martínez (ESP)      | Beat Zberg (SUI)          | Luke Roberts (AUS)       |
| 2007 | Stefan Schumacher (GER)     | Bert Grabsch (GER)        | Jens Voigt (GER)         |
| 2008 | Christian Knees (GER)       | Andreas Dietziker (SUI)   | Niki Terpstra (NED)      |
| 2009 | Linus Gerdemann (GER)       | Maxime Monfort (BEL)      | David Le Lay (FRA)       |
| 2010 | Maxime Monfort (BEL)        | Adriano Malori (ITA)      | Simon Spilak (SVN)       |
| 2011 | Geraint Thomas (GBR)        | Nicki Sørensen (DEN)      | Michael Albasini (SUI)   |
| 2012 | Michael Rogers (AUS)        | Jérôme Coppel (FRA)       | Vladímir Gússev (RUS)    |
| 2013 | Adriano Malori (ITA)        | Geraint Thomas (GBR)      | Jan Bárta (CZE)          |
| 2014 | Geraint Thomas (GBR)        | Mathias Frank (SUI)       | Vassil Kirienka (BLR)    |
| 2015 | Alex Dowsett (GBR)          | Tiago Machado (POR)       | Jan Bárta (CZE)          |